# Phí Hữu Tình
Phí Hữu Tình (ur. 27 czerwca 1960 w Yên Nội) – wietnamski zapaśnik w stylu wolnym. Uczestniczył w Letnich Igrzyskach Olimpijskich w Moskwie w 1980 roku. Walczył w wadze piórkowej (do 62 kg). W pierwszej rundzie pokonał reprezentanta Kamerunu Victora Kede Manga. Dwie kolejne walki przegrał – z reprezentantami Węgier i Grecji – i odpadł z dalszej rywalizacji.